# أدريان كولونغا
أدريان كولونغا بيريز (ولد في 17 نوفمبر 1984) هو لاعب كرة قدم إسباني سابق لعب كمهاجم.
شارك في 152 مباراة بالدوري الإسباني على مدار سبعة مواسم، وسجل إجمالي 36 هدفًا لأندية ريكرياتيفو وسرقسطة وخيتافي وسبورتينغ خيخون وغرناطة. وشارك في 54 مباراة وسجل 17 هدفًا في دوري الدرجة الثانية الإسباني، كما تنافس بشكل احترافي في إنجلترا وقبرص والهند.

## المسيرة الكروية
ولد أدريان في أوفييدو، أستورياس. بعد ظهوره غير الناجح في نظام الشباب في سبورتينغ خيخون، ظهر لأول مرة كمحترف على سبيل الإعارة في دوري الدرجة الثانية ب مع مارينو دي لوانكو، أيضًا في منطقته الأصلية، ثم خدم العديد من الآخرين في الدرجة الثالثة ودوري الدرجة الثالثة بينما قضى أيضًا موسم 2004-2005 مع احتياطي سبورتينغ.
في يناير 2006، تخلى خيخون عن أدريان، وبعد فترة قضاها في دوري الدرجة الرابعة وأخرى في الدرجة الثالثة، انضم إلى لاس بالماس في دوري الدرجة الثانية. سجل 13 هدفًا في الدوري (ثاني أفضل رقم في الفريق) في موسم 2007-2008 لصالح فريق جزر الكناري الذي كان مهددًا بالهبوط حتى الشهر الأخير من المنافسة.
ثم تم شراء أدريان من قبل نادي ريكريتيفو دي هويلفا في الدوري الإسباني، في عقد مدته أربع سنوات بقيمة 2.7 مليون يورو. في أول ظهور له مع الفريق، في 31 أغسطس 2008، سجل هدف المباراة الوحيد في فوز خارج أرضه ضد جاره الأندلسي ريال بيتيس.
بالتناوب بين البدايات والمباريات من مقاعد البدلاء في عامه الأول، دخل أدريان تاريخ النادي عندما سجل ركلة جزاء في خسارة 4-1 أمام ديبورتيفو دي لا كورونيا في 21 ديسمبر، وهي مباراته الرابعة على التوالي التي يحقق فيها هذا الإنجاز. قارن محلل كرة القدم الإسباني غيليم بالاغوي اللاعب، في تقريره الأسبوعي عن مباريات الدرجة الأولى، بديفيد فيا لاعب نادي فالنسيا ؛ وعلى الرغم من عامه الأول المثمر على المستوى الفردي، فقد احتل ريكريتيفو المركز الأخير.
في 23 يناير 2010، بعد أن واجه مشاكل شخصية في الموسم الجديد في ريكريتيفو، والتي تضمنت مواجهة مع جماهير النادي، تم إعارة أدريان إلى ريال سرقسطة من الدرجة الأولى حتى يونيو. سجل هدفًا في أول ظهور له بعد ثمانية أيام، في فوز خارج أرضه بنتيجة 3-1 على نادي تينيريفي، وأنهى الموسم كأفضل هداف للفريق في أربعة أشهر فقط من اللعب، حيث نجح الأراغوني أخيرًا في الهروب من الهبوط.
في 5 أغسطس 2010، تم بيع أدريان إلى نادي خيتافي حيث انتقل كيبا بلانكو في الاتجاه المعاكس. تم إعارته إلى سبورتينغ خيخون في يناير 2012، وسجل ثلاثة أهداف في 13 مباراة بدأها خلال فترة قصيرة لكنه عانى من الهبوط في الدرجة الأولى.
انتقل أدريان إلى برايتون آند هوف ألبيون في 25 أغسطس 2014 مقابل رسوم غير معلنة، ووقع عقدًا لمدة عامين. سجل هدفًا في أول ظهور له في اليوم التالي، مما ساهم في هزيمة سويندون تاون 4-2 خارج أرضه في الجولة الثانية من كأس الدوري. وأضاف ثلاثة أهداف أخرى في البطولة الإنجليزية قبل نهاية العام، بأهداف خارج أرضه ضد بورنموث (خسارة 3-2)، ونورويتش سيتي (3-3) وفولهام (2-0).
بعد تعيين كريس هوتون كمدير جديد، وجد أدريان صعوبة في الحصول على فرص الفريق الأول، وفي اليوم الأخير من فترة الانتقالات في يناير 2015، انضم إلى نادي غرناطة على سبيل الإعارة حتى نهاية الموسم، مع خيار الانتقال الدائم في يونيو. ومع ذلك، بعد مشاركته النادرة، عاد إلى برايتون وتم إنهاء عقده بالتراضي في 7 أكتوبر.
في 2 سبتمبر 2017، انتقل أدريان البالغ من العمر 32 عامًا إلى الدوري الهندي الممتاز مع نادي إف سي جوا بعد فترات قضاها مع نادي مايوركا ونادي أنورثوسيس فاماغوستا القبرصي. شارك لأول مرة في 16 ديسمبر، وسجل في الدقائق الأخيرة من الفوز 5-1 ضد نادي دلهي ديناموس إف سي.
تم إنهاء عقد أدريان بالتراضي في 25 يناير 2018، بعد أن رفض اللعب كبديل لمواطنه كورو. وبعد أربعة أيام أعلن اعتزاله.

## إحصائيات الأحتراف
| النادي                             | الموسم          | الدوري                           | الدوري | الدوري  | الكأس  | الكأس   | غيرها  | غيرها   | إجمالي | إجمالي  |
| النادي                             | الموسم          | القسم                            | الظهور | الأهداف | الظهور | الأهداف | الظهور | الأهداف | الظهور | الأهداف |
| ---------------------------------- | --------------- | -------------------------------- | ------ | ------- | ------ | ------- | ------ | ------- | ------ | ------- |
| سي دي تورون (إعارة)                | 2002–03         | الدوري الإسباني الدرجة الثانية ب | 5      | 0       | 0      | 0       | —      | —       | 5      | 0       |
| نادي سياريس (إعارة)                | 2003–04         | دوري الدرجة الثالثة              | 25     | 7       | 0      | 0       | —      | —       | 25     | 7       |
| سبورتينغ خيخون ب                   | 2004–05         | دوري الدرجة الثالثة              | 27     | 6       | 0      | 0       | —      | —       | 27     | 6       |
| سي دي تورون (إعارة)                | 2005–06         | الدوري الإسباني الدرجة الثانية ب | 14     | 2       | 0      | 0       | —      | —       | 14     | 2       |
| نادي يو دي باخارا بلاساس دي خانديا | 2006–07         | الدوري الإسباني الدرجة الثانية ب | 37     | 10      | 0      | 0       | 2[أ]   | 2       | 39     | 12      |
| لاس بالماس                         | 2007–08         | الدوري الإسباني الدرجة الثانية   | 33     | 13      | 3      | 0       | —      | —       | 36     | 13      |
| ريكرياتيفو                         | 2008–09         | لاليغا                           | 33     | 9       | 1      | 0       | —      | —       | 34     | 9       |
| ريكرياتيفو                         | 2009–10         | الدوري الإسباني الدرجة الثانية   | 13     | 2       | 1      | 0       | —      | —       | 14     | 2       |
| ريكرياتيفو                         | مجموع           | مجموع                            | 46     | 11      | 2      | 0       | —      | —       | 48     | 11      |
| ريال سرقسطة (إعارة)                | 2009–10         | لاليغا                           | 16     | 7       | 0      | 0       | —      | —       | 16     | 7       |
| نادي خيتافي                        | 2010–11         | لاليغا                           | 29     | 7       | 1      | 0       | 7[ب]   | 0       | 37     | 7       |
| نادي خيتافي                        | 2011–12         | لاليغا                           | 4      | 0       | 2      | 0       | —      | —       | 6      | 0       |
| نادي خيتافي                        | 2012–13         | لاليغا                           | 22     | 6       | 2      | 0       | —      | —       | 24     | 6       |
| نادي خيتافي                        | 2013–14         | لاليغا                           | 27     | 4       | 4      | 1       | —      | —       | 31     | 5       |
| نادي خيتافي                        | مجموع           | مجموع                            | 82     | 17      | 9      | 1       | 7      | 0       | 98     | 18      |
| سبورتينغ جيجون (إعارة)             | 2011–12         | لاليغا                           | 17     | 3       | 0      | 0       | —      | —       | 17     | 3       |
| برايتون أند هوف ألبيون             | 2014–15         | بطولة                            | 17     | 3       | 4      | 1       | —      | —       | 21     | 4       |
| نادي غرناطة (إعارة)                | 2014–15         | لاليغا                           | 4      | 0       | 0      | 0       | —      | —       | 4      | 0       |
| مايوركا                            | 2015–16         | الدوري الإسباني الدرجة الثانية   | 7      | 2       | 0      | 0       | —      | —       | 7      | 2       |
| مايوركا                            | 2016–17         | الدوري الإسباني الدرجة الثانية   | 1      | 0       | 0      | 0       | —      | —       | 1      | 0       |
| مايوركا                            | مجموع           | مجموع                            | 8      | 2       | 0      | 0       | —      | —       | 8      | 2       |
| أنورثوسيس فاماغوستا                | 2016–17         | الدوري القبرصي الدرجة الأولى     | 18     | 1       | 2      | 1       | —      | —       | 20     | 2       |
| نادي جوا                           | 2017–18         | دوري السوبر الهندي               | 2      | 1       | —      | —       | —      | —       | 2      | 1       |
| إحصائيات المهنة                    | إحصائيات المهنة | إحصائيات المهنة                  | 351    | 83      | 20     | 3       | 9      | 2       | 380    | 88      |

## روابط خارجية
- أدريان كولونغا على BDFutbol
- أدريان كولونغا – سجل منافسات اليويفا